# Oliarus manbhumensis
Oliarus manbhumensis är en insektsart som beskrevs av Van Stalle 1991. Oliarus manbhumensis ingår i släktet Oliarus och familjen kilstritar. Inga underarter finns listade i Catalogue of Life.